# 228165 Mezentsev
228165 Mezentsev è un asteroide della fascia principale. Scoperto nel 2009, presenta un'orbita caratterizzata da un semiasse maggiore pari a 2,6927207 UA e da un'eccentricità di 0,1136660, inclinata di 10,00557° rispetto all'eclittica.
Dal 30 gennaio al 30 marzo 2010, quando 231649 Korotkiy ricevette la denominazione ufficiale, è stato l'asteroide denominato con il più alto numero ordinale. Prima della sua denominazione, il primato era di 221923 Jayeff.
L'asteroide è dedicato all'astronomo russo Andrej Georgievič Mezencev.